# Terminalia ferdinandiana
Terminalia ferdinandiana (Kakadu šljiva, murunga) je skrivenosemenica iz familije Combretaceae. Ona potiče is Australije, i široko je raširena u tropskim šumama od severozapadne Australije do istočne Arnemove zemlje.
Njena koncentracija vitamina C je veoma visoka, 1000–5300 , u poređenju sa 50  za pomorande, te je verovatno najviša među poznatim voćem.

## Literatura
-{
- Cherikoff, Vic (1989). The Bushfood Handbook. Ti Tree Press. ISBN 978-0-7316-6904-2..
- Low, Tim (1988). Wild Food Plants of Australia. Angus & Robertson Publishers. ISBN 978-0-207-14383-0..
- Pharm.J. 229: 505 (1982). Reported 2300–3150 mg ascorbic acid per 100g of edible fruit.

}-

## Spoljašnje veze
- Upotreba